# Eumorpha achemon
Espèce
Eumorpha achemon est une espèce de lépidoptères (papillons) de la famille des Sphingidae.

## Répartition
On le trouve du Maine au Dakota du Nord, au Manitoba, de l'Oregon au sud de la Floride et au sud de la Californie et au Mexique.

## Description
Son envergure est de 87 à 97 mm. Il se distingue de toutes les autres espèces d’Eumorpha par le dessus de son aile postérieure qui est presque uniformément rose pâle de la base à la bande brun foncé submarginale.

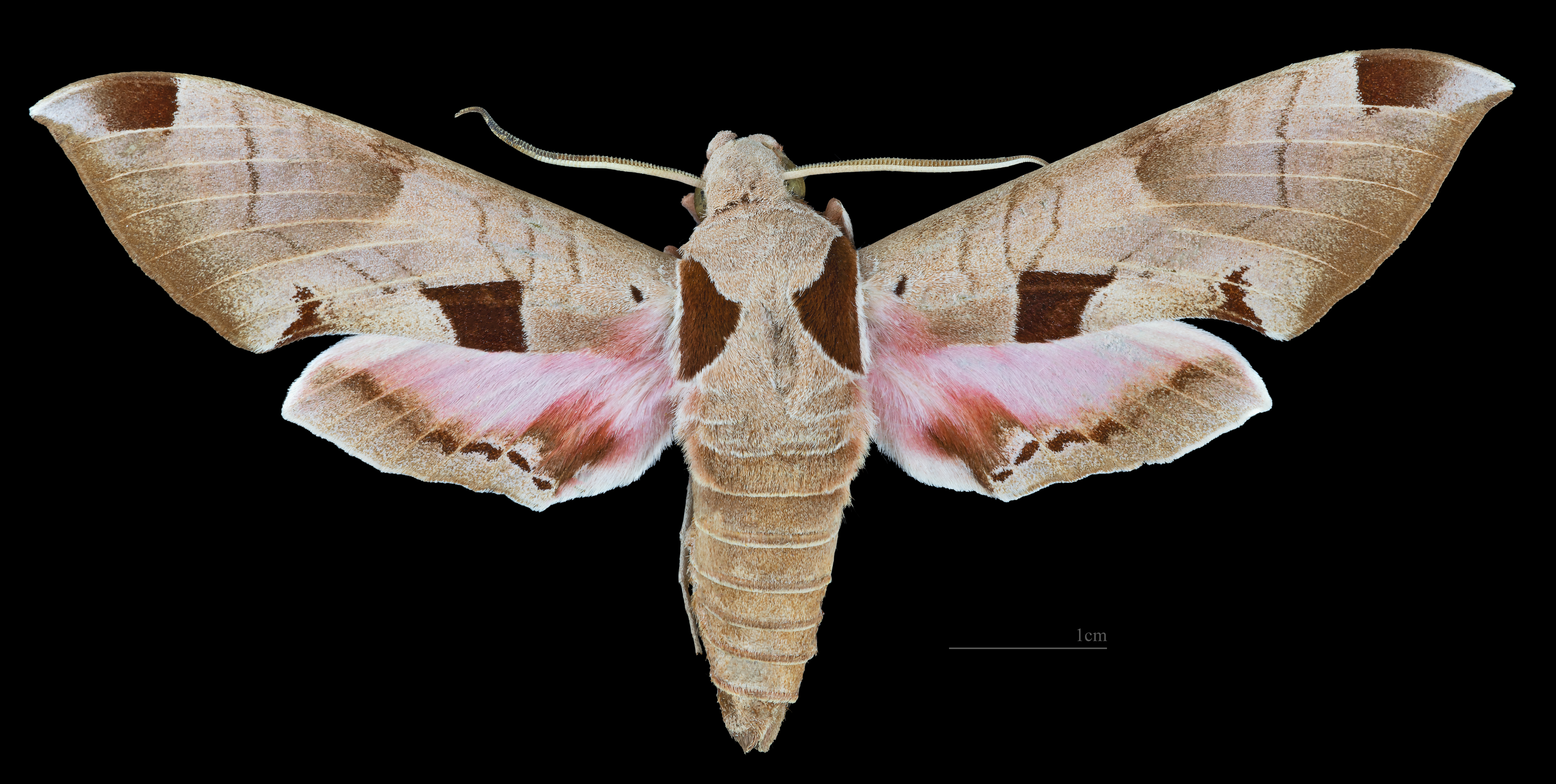
Avers du mâle (coll.MHNT)
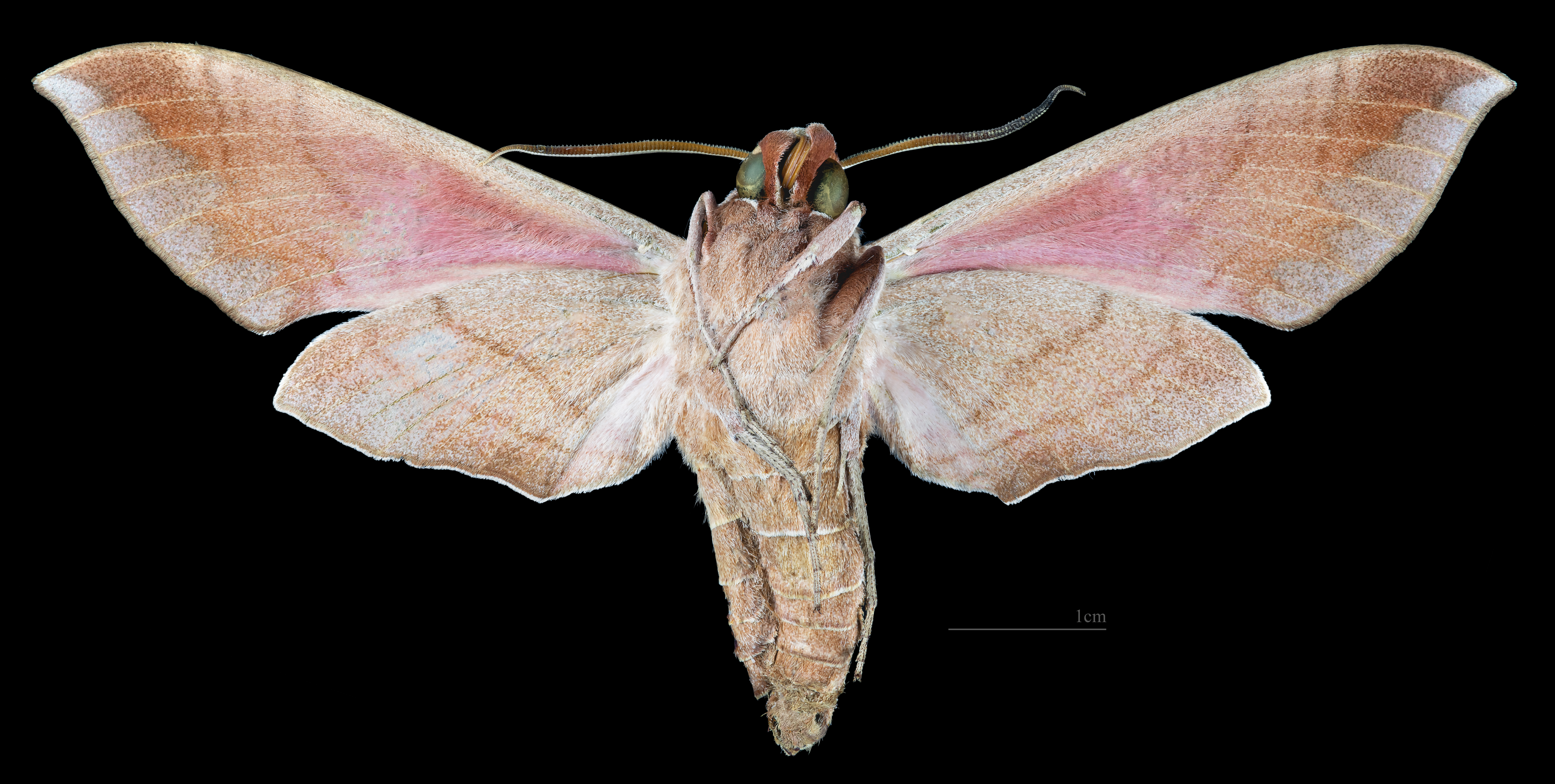
Revers du mâle (coll.MHNT)

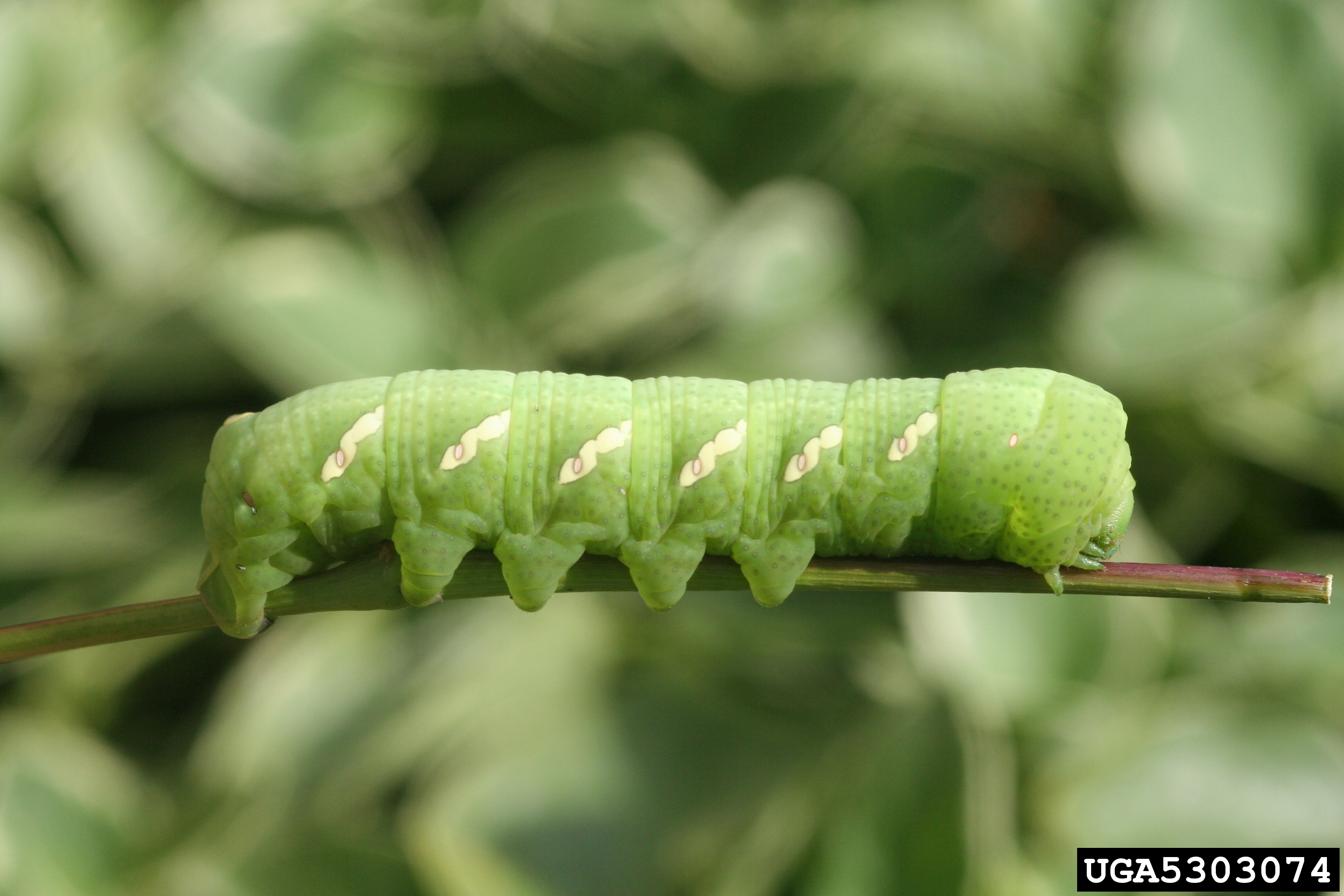
Chenille verte
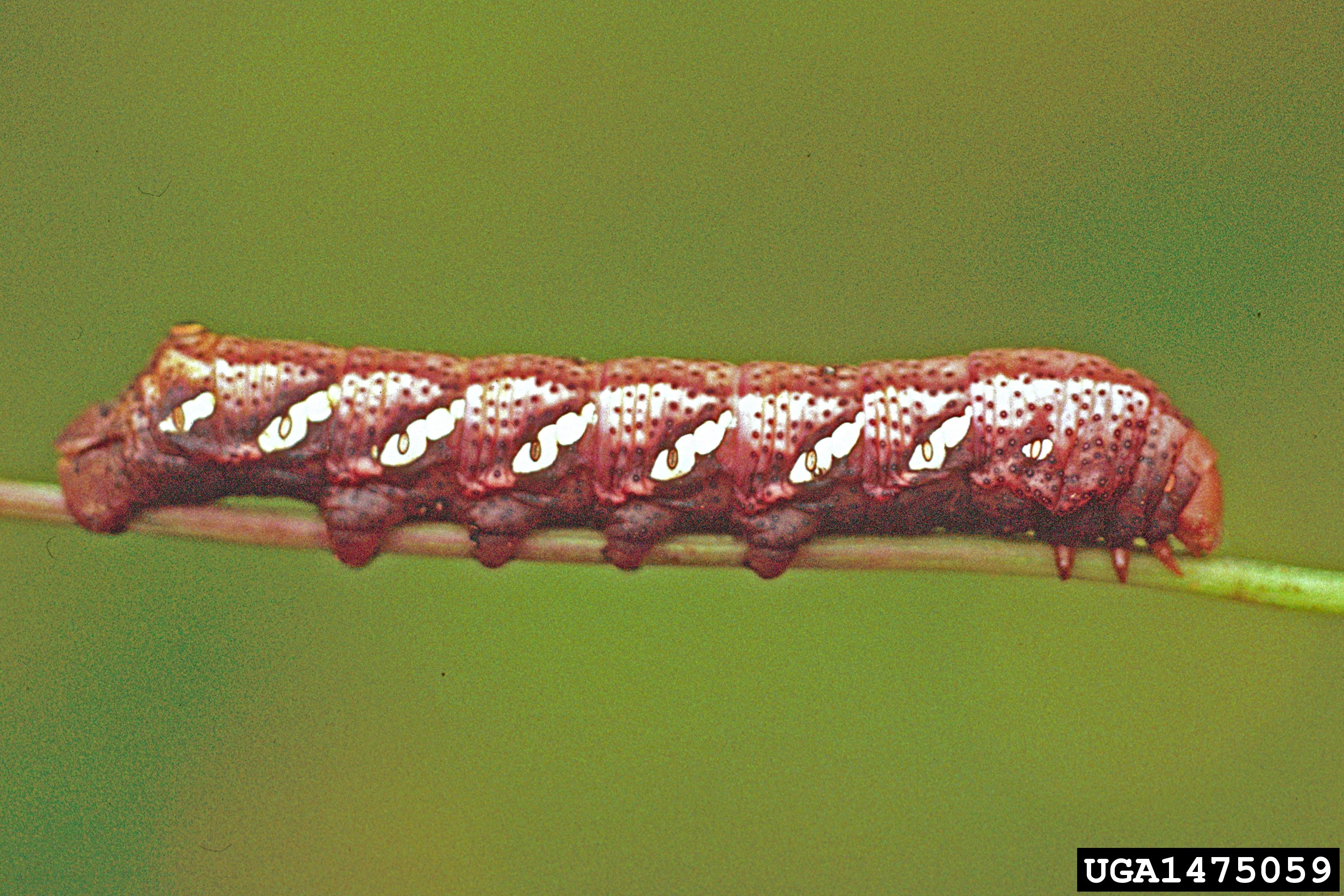
Chenille rouge
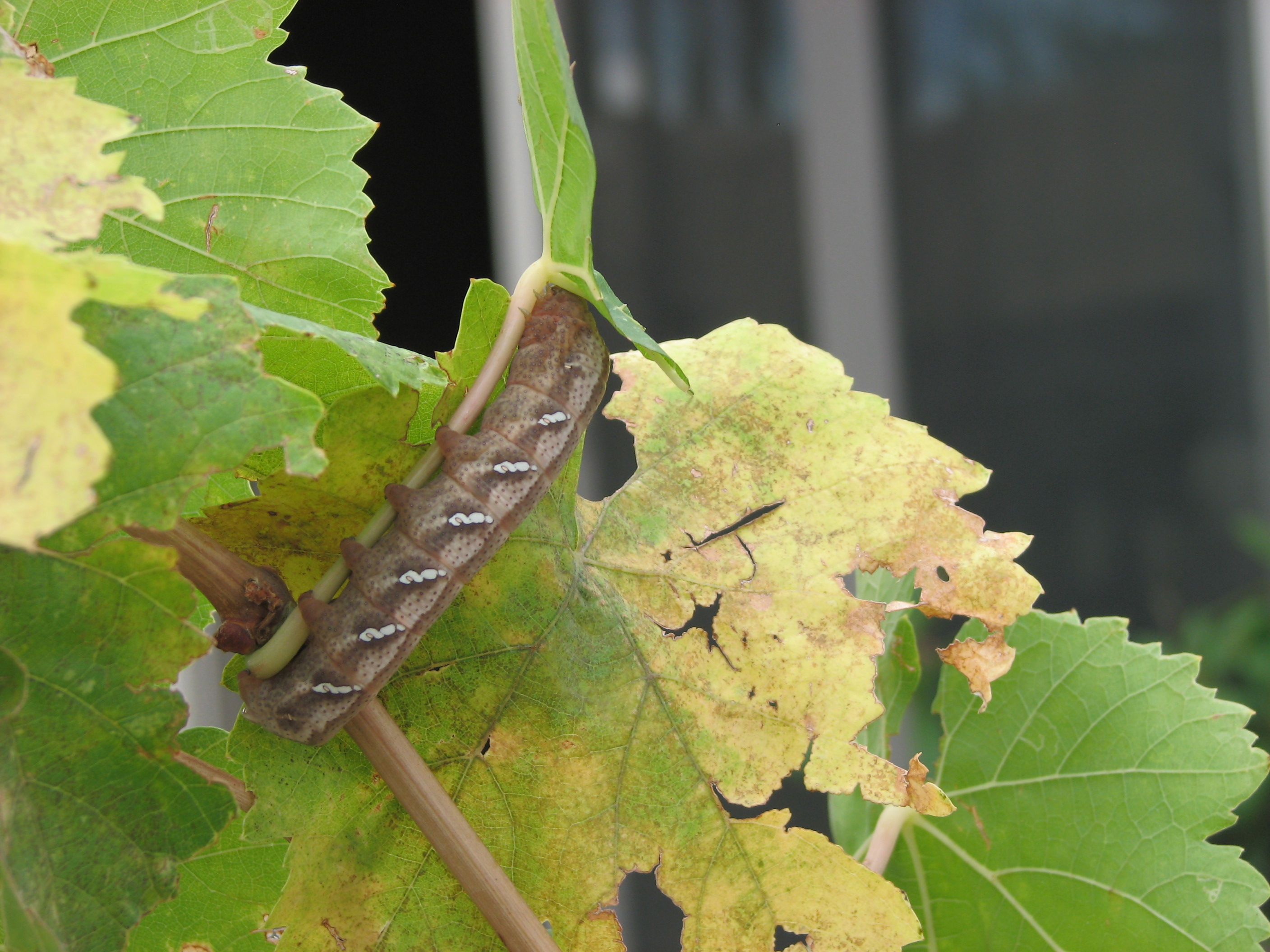
Chenille brune
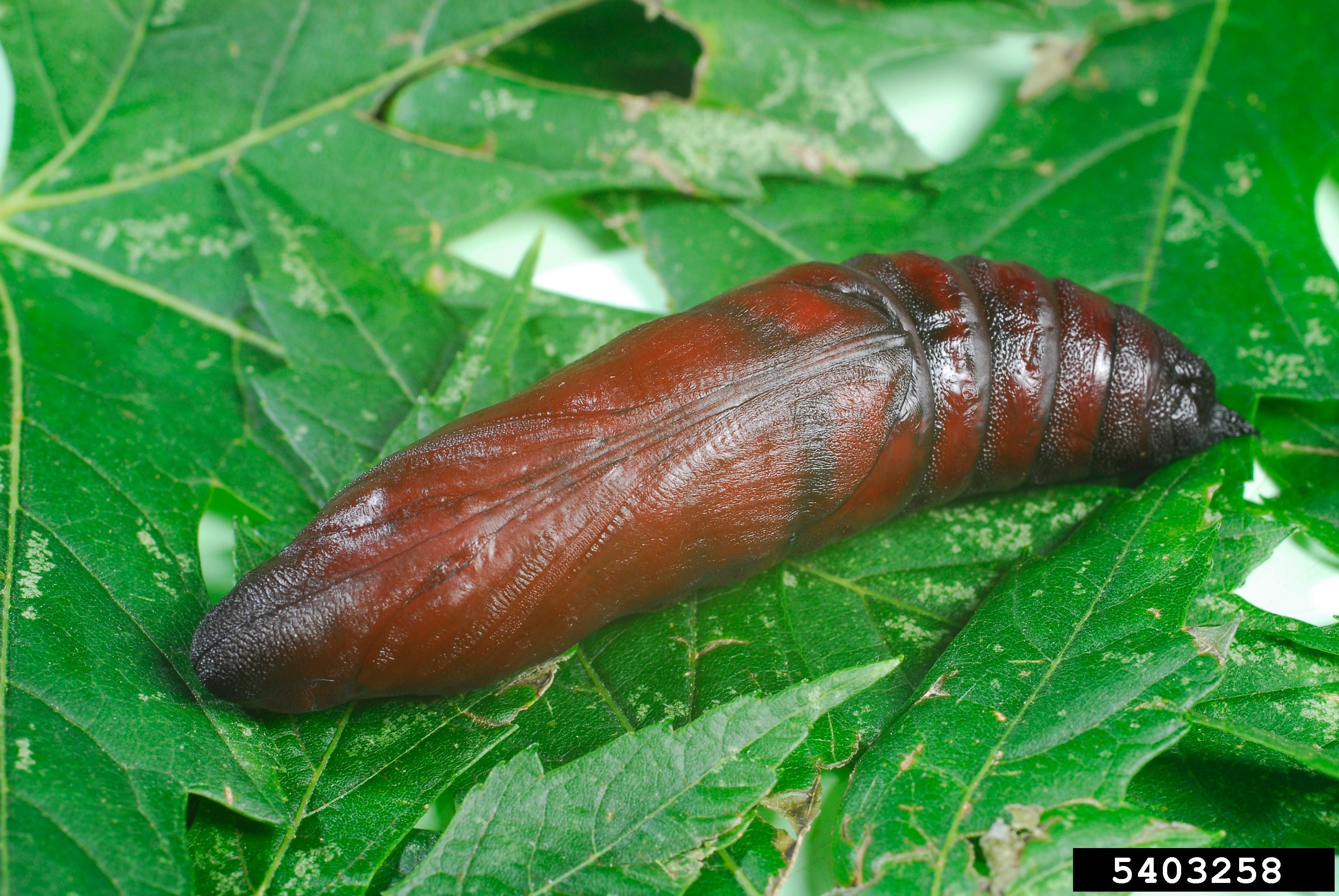
Chrysalide

## Biologie
Les adultes volent de juin à août en une génération dans la partie nord de leur territoire. Il y a deux générations de mai à août dans le sud. Les adultes se nourrissent du nectar de diverses fleurs comme Lonicera japonica, Petunia x hybrida (syn. Petunia × atkinsiana), Philadelphus coronarius et Phlox.
Les chenilles se nourrissent de Vitis, Parthenocissus quinquefolia, de raisin et d’Ampelopsis. Il y a des types vert pâle, rouge-orange et bruns.